# Litoscalpellum convexum
Litoscalpellum convexum är en kräftdjursart som först beskrevs av Nilsson-contell 1921.  Litoscalpellum convexum ingår i släktet Litoscalpellum och familjen Scalpellidae. Inga underarter finns listade i Catalogue of Life.